# Grzegorz Lech
Grzegorz Lech (Kętrzyn, 10 gennaio 1983) è un ex calciatore polacco, di ruolo centrocampista.